# Vanda metusalae
Vanda metusalae är en orkidéart som beskrevs av P.O'byrne och Jaap J. Vermeulen. Vanda metusalae ingår i släktet Vanda och familjen orkidéer. Inga underarter finns listade i Catalogue of Life.